# Central Intelligence
Central Intelligence is een Amerikaanse komische actiefilm uit 2016 van Rawson Marshall Thurber met in de hoofdrollen onder meer Kevin Hart en Dwayne Johnson.

## Verhaal
In 1996 zaten Calvin Joyner (Kevin Hart) en Robbie Wheirdicht (Dwayne Johnson) op dezelfde middelbare school. Joyner was een gevierd sporter, terwijl de dikke Wheirdicht veel gepest werd. Hierbij nam Joyner het als een van de weinigen voor hem op.
Twintig jaar later is Joyner accountant en getrouwd, maar hij is ontevreden met zijn leven. Op een dag neemt ene Bob Stone contact met hem op. Dit blijkt de codenaam van Wheirdicht te zijn, die voor de CIA werkt en inmiddels een gespierde man vol zelfvertrouwen is. Stone heeft Joyners financiële kennis nodig om een terrorist met de bijnaam Black Badger op te sporen, die bezig is om vertrouwelijke informatie over satellieten te verkopen. Volgens CIA-medewerkster Pamela Harris (Amy Ryan) is Stone echter zelf de Black Badger. Joyner besluit Stone te gaan helpen.

## Rolverdeling
| Acteur             | Personage                         | Opmerkingen                          |
| ------------------ | --------------------------------- | ------------------------------------ |
| Kevin Hart         | Calvin Joyner                     |                                      |
| Dwayne Johnson     | Robbie Wierdicht, alias Bob Stone |                                      |
| Danielle Nicolet   | Maggie Johnson-Joyner             | Joyners vrouw                        |
| Aaron Paul         | Phil Stanton                      | partner van Stone bij de CIA         |
| Amy Ryan           | Pamela Harris                     | medewerkster CIA                     |
| Megan Park         | Lexi                              | serveerster                          |
| Ryan Hansen        | Steve                             |                                      |
| Thomas Kretschmann | koper informatie                  |                                      |
| Melissa McCarthy   | Darla McGuckian                   | oud-schoolgenoot van Joyner en Stone |